# Герасимович-Когут Анна Володимирівна
Анна Володимирівна Герасимович, у шлюбі Герасимович-Когут (псевдо: Христя, Лоза); (21 лютого 1899, с. Красів, Миколаївський район, Львівська область — 4 травня 1989, с. Терпилівка, Підволочиський район, Тернопільська область) — хорова диригентка та фольклористка, підпільниця ОУН, політув'язнена радянських концтаборів.

## Життєпис
Народилася 21 лютого 1899 року у селі Красів Львівської області в родині письменника, етнографа, релігійного діяча Володимира Герасимовича.
У 1919 році закінчила гімназію у місті Рогатині, а в 1925 році — факультет творчості Карлового університету в Празі.
У 1926 заснувала хор у селі Терпилівка, яким керувала все життя. У 1935—1939 роках працювала в кооперативі «Гуцульське мистецтво» в м. Косові Івано-Франківської області, учителювала.
Від березня 1944 року проживала нелегально та керувала хорами УПА, писала музику до віршів Марка Боєслава та інших повстанських авторів, була коректоркою партизанських видань, зв'язковою підпілля ОУН-УПА. Підпільно видала збірку пісень «Співає думу Чорногора».
Була одружена з членом Карпатського крайового проводу ОУН.
27 серпня 1953 році була заарештована. 5 січня 1954 році за звинуваченням у членстві в ОУН засуджена до 25 років позбавлення волі.
1964 повернулася в Терпилівку. Збирала і записувала народні пісні, залишила спогади про Соломію Крушельницьку, Бориса Кудрика.
Померла 4 травня 1989 року.